# Quatre-Champs
 Quatre-Champs  es una población y comuna francesa, en la región de Champaña-Ardenas, departamento de Ardenas, en el distrito y cantón de Vouziers.

## Demografía
| 446 | 452 | 465 | 480 | 523 | 544 | 498 | 495 | lac. | lac. | 470 | 422 | 410 | 402 | 365 | 346 | 361 | 328 | 348 | 340 | 331 | 311 | 278 | 271 | 268 | 250 | 237 | 212 | 156 | 170 | 187 | 189 | 188 | 196 |
| Para los censos de 1962 a 1999 la población legal corresponde a la población sin duplicidades (Fuente: INSEE [Consultar]) |     |     |     |     |     |     |     |      |      |     |     |     |     |     |     |     |     |     |     |     |     |     |     |     |     |     |     |     |     |     |     |     |     |